# Natalia Sikora
Natalia Sikora (ur. 20 kwietnia 1986 w Słupsku) – polska aktorka i piosenkarka, zwyciężczyni drugiej edycji programu TVP2 The Voice of Poland.

## Życiorys

### Edukacja
Jest absolwentką Akademii Teatralnej im. A. Zelwerowicza w Warszawie (2010).

### Kariera

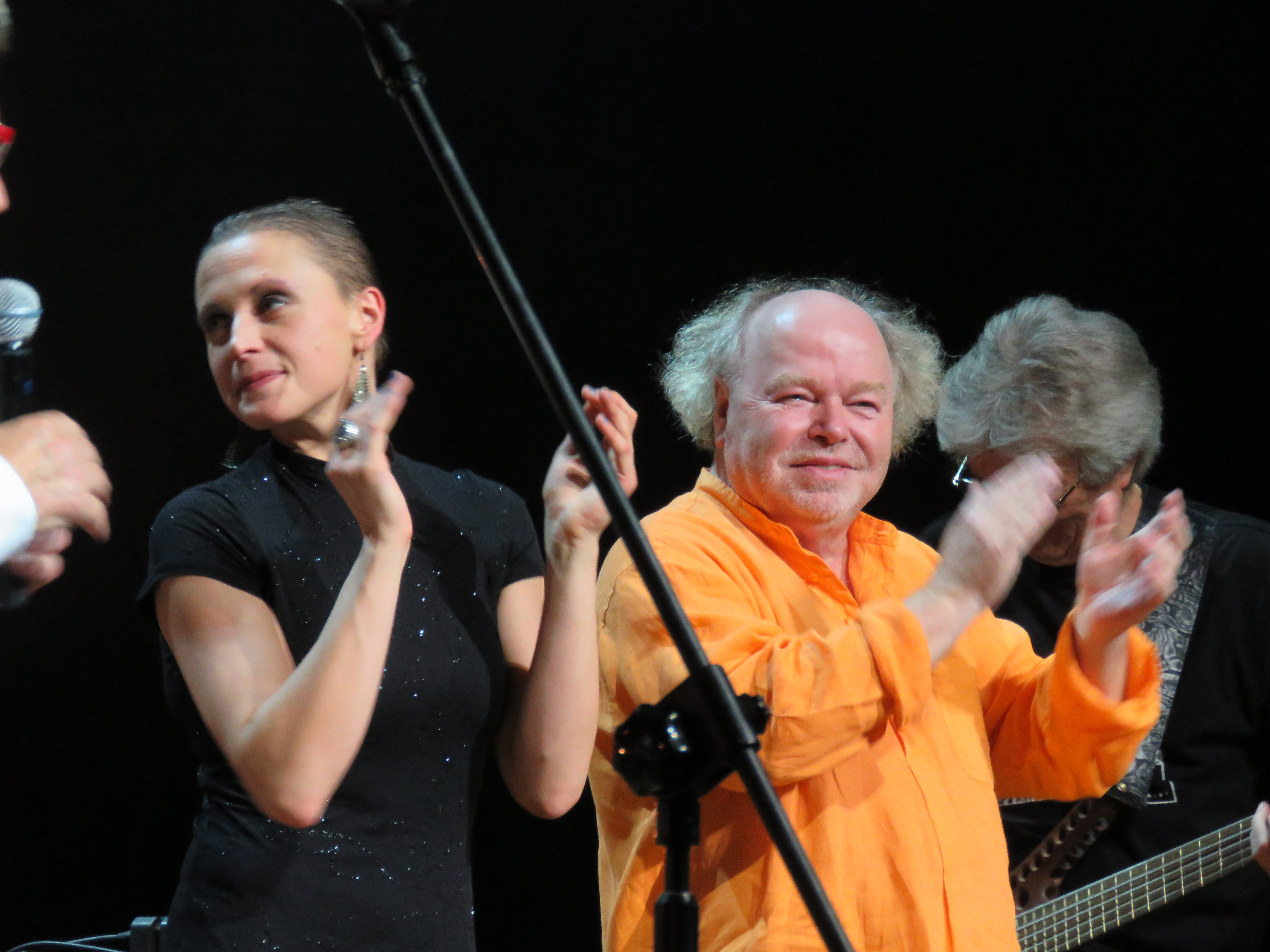
Natalia Sikora i Stanisław Wenglorz w Krakowie, 2015

Rozpoczęła karierę muzyczną w wieku 13 lat występami w Młodzieżowym Centrum Kultury w Słupsku. Tam też związała się z Teatrem Rondo oraz zespołem Magmen. Jest laureatką wielu prestiżowych konkursów i przeglądów wokalno-aktorskich.
Jest aktorką Teatru Polskiego w Warszawie.
Od 2007 współpracuje z pianistą i kompozytorem Piotrem Proniukiem, z którym stworzyli bluesowy projekt o nazwie Sikora Proniuk Duo. W 2011, nakładem wydawnictwa Polskiego Radia ukazała się ich wspólna płyta studyjna, pt. Absurdustra–Próba Norwida. W latach 2009–2013 występowała w zespole metalu symfonicznego At the Lake. Oprócz tego jest wokalistką zespołu Mięśnie.
Wiosną 2013 wygrała drugą edycję programu TVP2 The Voice of Poland. 3 czerwca wydała pierwszą, solową płytę studyjną, pt. Zanim. 14 czerwca za wykonanie utworu „Konie” autorstwa Władimira Wysockiego i Agnieszki Osieckiej zajęła pierwsze miejsce w konkursie SuperDebiuty na Krajowym Festiwalu Piosenki Polskiej w Opolu. W trakcie koncertu zdobyła główną nagrodę przyznawaną przez widzów, nagrodę Programu I Polskiego Radia oraz nagrodę biura podróży Itaka. 24 lipca ogłoszono, że zakwalifikowała się do ścisłego finału Festiwalu Piosenki Rosyjskiej w Zielonej Górze. Zdobyła na nim Srebrny Samowar za wykonanie piosenki „Jasnyj sokol” z repertuaru zespołu Lube. 25 sierpnia wystąpiła podczas koncertu Lata Zet i Dwójki w Uniejowie, gdzie wykonała utwór „Cry Baby” z repertuaru Janis Joplin.
27 maja 2014 wydała drugi, solowy album studyjny, pt. BWB Experience.

## Teatr
- Elegia Kresu (forma twórczości: role), reż.: S. Miedziewski/Teatr „Rondo” Słupsk (2005)
- Dziady (postaci: Pani Sowietnikowa, Młoda Dama, Anioł), reż.: S. Miedziewski/Nowy Teatr im. Witkacego w Słupsku (2007)
- Moulin Noir. Antyrewia program składany, reż.: M. Przybylski/Teatr Współczesny Warszawa (2008)
- Anty-Szanty program składany, reż.: Jerzy Satanowski/Teatr Atelier im. Agnieszki Osieckiej w Sopocie (2008)
- Bóg mówi słowo, reż.: Jan Englert/Akademia Teatralna Warszawa (2009)
- Chopin w Ameryce, reż.: Andrzej Strzelecki/Akademia Teatralna Warszawa (2009)
- Dziady, reż.: K. Kolendowicz/Akademia Teatralna Warszawa (2010)
- Cabaret (postać: Sally Bowles), reż.: Andrzej Maria Marczewski/Nowy Teatr im. Witkacego Słupsk (2011)
- Album snów, autor: Czesław Miłosz, reż.: Roman Kołakowski/Teatr Polski w Warszawie (2011)
- Hekabe (postać: Polyksena), autor: Eurypides, reż.: K. Labakhua/Teatr Polski w Warszawie (2011)
- Wszędzie jest wyspa tu, autor: Wisława Szymborska, reż.: Magdalena Smalara/Teatr Polski w Warszawie (2012)
- Kalino malino czerwona jagodo, scenariusz i reżyseria: Igor Gorzkowski/Studio Teatralne Koło (2012)
- Norwid Blues. Recital Natalii Sikory, opr. i reż.: Natalia Sikora/Teatr Polski w Warszawie – Scena Kameralna (2012)
- Martwa królewna, autor: Nikołaj Kolada, reż.: Romuald Szejd/Teatr Scena Prezentacje (2013)
- Quo vadis słowami Sienkiewicza, Eliota, Audena i innych (postać: Dama Pełna Współczucia), reż.: Janusz Wiśniewski/Teatr Polski w Warszawie (2013)
- Molly i Bloom, autor: James Joyce, reż.: Romuald Szejd/Teatr Scena Prezentacje (2013)
- Joplin, scenariusz i reżyseria: Tomasz Gawron/Teatr Muzyczny Capitol (2014)
- Cygan w Polskim. Życie jest piosenką, scenariusz i reżyseria: Jacek Cygan/Teatr Polski w Warszawie (2014)
- Zelda i Scott, autor: Renaud Meyer, reż.: Romuald Szejd/Teatr Scena Prezentacje (2015)
- Wesele, autor: Stanisław Wyspiański, reż.: Krzysztof Jasiński/Teatr Polski w Warszawie (2015)
- Piękny Nieczuły, reż.: Edward Wojtaszek/Teatr Polonia (2017)
- Hustawka, reż.: Natalia Sroka-Hryń/Teatr Och-Teatr w Warszawie (2019)

### Teatr TV
- 2007: Umarli ze Spoon River jako Flossie Cabanis

## Dyskografia

### Albumy studyjne
| Rok                         | Dane dot. albumu | Pozycja na liście |
| Rok                         | Dane dot. albumu | POL               |
| --------------------------- | --- | ----------------- |
| 2013                        | Zanim - Data: 3 czerwca 2013 - Wydawca: Agencja Artystyczna MTJ - Format: CD, digital download                                   | 50                |
| 2014                        | BWB Experience - Data: 27 maja 2014 - Wydawca: Universal Music Polska - Format: CD, digital download                             | –                 |
| 2014                        | Absurdustra Próba Norwida (Sikora Proniuk Duo) - Data: 17 listopada 2014 - Wydawca: Polskie Radio - Format: CD, digital download | –                 |
| 2016                        | Buried Alive In the Blues (oraz Voo Doo Dog) - Data: 30 września 2016 - Wydawca: Polskie Radio - Format: CD, digital download    | –                 |
| 2018                        | Tribute to Mira Kubasińska - Data: 11 maja 2018 - Wydawca: Agencja Artystyczna MTJ - Format: CD, digital download                | 35                |
| 2019                        | Ailatan - Data: 24 maja 2019 - Wydawca: Wydawnictwo Agora - Format: CD, digital download                                         | –                 |
| „–” album nie był notowany. | |                   |

### Notowane utwory
| Tytuł                       | Rok  | Pozycja na liście | Album                      |
| Tytuł                       | Rok  | LP3               | Album                      |
| --------------------------- | ---- | ----------------- | -------------------------- |
| „Koniec”                    | 2013 | 41                | BWB Experience             |
| „Voodoo Dog” (+ Voodoo Dog) | 2017 | 41                | –                          |
| „Pożegnalny blues”          | 2018 | 55                | Tribute to Mira Kubasińska |
| „Ostrożnie to moje serce”   | 2019 | 59                | AILATAN                    |

### Inne
| Album                                                                         | Rok  | Uwagi                                                               | Źródło |
| ----------------------------------------------------------------------------- | ---- | ------------------------------------------------------------------- | ------ |
| At the Lake – Māÿā                                                            | 2012 | członkini zespołu                                                   | [ 13 ] |
| Yugopolis – Bez prądu                                                         | 2013 | śpiew w piosenkach „Dziewczęta w letnich sukienkach” i „Malcziki”   | [ 14 ] |
| Empik prezentuje dobre piosenki: Bułat Okudżawa zaśpiewany (różni wykonawcy)  | 2015 | wykonanie utworu „Francois Villon (Modlitwa)”                       | [ 15 ] |
| Empik prezentuje dobre piosenki: Nick Cave zaśpiewany (różni wykonawcy)       | 2015 | wykonanie utworów „Czarne włosy” i „Trup Joe”                       | [ 16 ] |
| Empik prezentuje dobre piosenki: Edward Stachura zaśpiewany (różni wykonawcy) | 2015 | wykonanie utworu „Dookoła mgła”                                     | [ 17 ] |
| Empik prezentuje dobre piosenki: Tom Waits zaśpiewany (różni wykonawcy)       | 2016 | wykonanie utworu „Deszczowe psy”                                    | [ 18 ] |
| Empik prezentuje dobre piosenki: Bertolt Brecht zaśpiewany (różni wykonawcy)  | 2016 | wykonanie utworów „Piosenka o księżycu z Alabamy” i „Jenny Piratka” | [ 19 ] |
| Darek Kozakiewicz Live                                                        | 2021 | członkini zespołu                                                   | [ 20 ] |

## Filmografia
| Rok     | Tytuł                        | Rola                                                  | Uwagi                        |
| ------- | ---------------------------- | ----------------------------------------------------- | ---------------------------- |
| 2009    | Sędzia Anna Maria Wesołowska | oskarżyciel posiłkowy, pokrzywdzona Weronika Janiczek | odc. 589                     |
| 2010    | Samo życie                   | Alina, żona Kazimierza                                |                              |
| 2011    | Na Wspólnej                  | Paula                                                 | odc. 1631                    |
| 2013    | Stacja Warszawa              | policjantka                                           |                              |
| 2014    | Arbiter uwagi                | prostytutka                                           |                              |
| 2016    | Bodo                         | Aldona                                                |                              |
| 2016    | Ja, Olga Hepnarová           |                                                       |                              |
| 2016    | O mnie się nie martw         | piosenkarka Lena Fabicka                              | odc. 47, 48                  |
| 2017    | Na dobre i na złe            | Agnieszka, matka Klaudii i Kuby                       | odc. 672                     |
| 2018    | Botoks                       |                                                       |                              |
| 2018    | Kler                         | ofiara                                                |                              |
| 2020    | Zakochani po uszy            | więźniarka Martyna                                    |                              |
| od 2021 | Skazana                      | strażniczka Szkudlarek                                |                              |
| 2022    | Leśniczówka                  | „gorylka”                                             | odc. 525, 526, 527, 529, 530 |
| 2022    | M jak miłość                 | Lewicka                                               | odc. 1678,1682               |
| 2022    | Mój agent                    | producentka Zuzanna                                   |                              |

## Dubbing
- 2010: Zwyczajny serial
- 2010: Taniec rządzi
- 2011: Nadzdolni
- 2013: Krudowie – Eep
- 2019: Lego: Przygoda 2 – królowa Wisimi
- 2019: Król lew – Shenzi
- 2021: Shang-Chi i legenda dziesięciu pierścieni – Katy

## Nagrody
- 2004: Festiwal im. Anny Jantar we Wrześni – (II nagroda)
- 2004–2005: laureatka dwóch Finałów Szansy na sukces w repertuarach: Stana Borysa (utwór: „Szukam Przyjaciela”) oraz TSA (utwór: „Alien”)
- 2005: Festiwal im. Anny German w Zielonej Górze (nagroda Ministra Kultury)
- 2005: 50. Ogólnopolski Konkurs Recytatorski – I miejsce w kategorii młodzieży, zwolnienie z I części egzaminu wstępnego do Akademii Teatralnej w Warszawie, Słupsk
- 2005: Grand Prix 26 Festiwalu Piosenki Aktorskiej we Wrocławiu, Nagroda Dziennikarzy, Nagroda Publiczności
- 2008: Konkurs Mówienia Wiersza Herbertowskiego na XVI Warsztatach Wydziałów Aktorskich Polskich Szkół Teatralnych (I nagroda)
- 2011: Nagroda Teatru Polskiego Radia Arete za debiut aktorski, Warszawa
- 2013: Zwycięstwo w II edycji programu The Voice of Poland
- 2013: Nagroda im. Anny Jantar na Krajowym Festiwalu Piosenki Polskiej w Opolu
- 2013: Srebrny Samowar podczas Festiwalu Piosenki Rosyjskiej w Zielonej Górze